# Thesium karooicum
Thesium karooicum är en sandelträdsväxtart som beskrevs av Robert Harold Compton. Thesium karooicum ingår i släktet spindelörter, och familjen sandelträdsväxter. Inga underarter finns listade i Catalogue of Life.